# Piletocera lycopusalis
Piletocera lycopusalis là một loài bướm đêm trong họ Crambidae.